# Hans Holbein cel Bătrân
Hans Holbein  cel Bătrân  (n. 1465, Augsburg, Sfântul Imperiu Roman – d. 1524, Basel, Cantonul Basel-Oraș, Elveția) a fost pictor german din perioada Renașterii. El fiind reprezentantul cel mai vârstnic dintr-o familie renumită de pictori, de care aparține și fratele său Sigmund ca și fiii săi Ambrosius și Hans Holbein cel Tânăr.